# Fenkel Northern Redsea 2016
La 2e édition de la course cycliste Fenkel Northern Redsea a eu lieu le 16 avril 2016. Elle fait partie du calendrier UCI Africa Tour 2016 en catégorie 1.2. La course est remportée par l'Érythréen Mikiel Habtom qui parcourt les 113 kilomètres en 3 h 12 min 52 s, soit à une vitesse moyenne de 38,406 km/h. Il est suivi à une seconde par ses compatriotes Adhanom Zemekael et Million Amanuel. Trente-neuf coureurs terminent la course, un abandonne, et quatre arrivent hors-délai. Le Circuit d'Asmara a eu lieu le lendemain.

## Classement final
| Classement final | Classement final | Classement final | Classement final | Classement final   |
|                  | Coureur          | Pays             | Équipe           | Temps              |
| ---------------- | ---------------- | ---------------- | ---------------- | ------------------ |
| 1er              | Mikiel Habtom    | Érythrée         | '                | en 2 h 56 min 32 s |
| 2e               | Adhanom Zemekael | Érythrée         |                  | + 1 s              |
| 3e               | Million Amanuel  | Érythrée         |                  | m.t                |
| modifier         |                  |                  |                  |                    |